# Jezero, Brezovica
Jezero je naselje v Občini Brezovica. Nahaja se ob vznožju gore Krim, znano pa je predvsem po Podpeškem jezeru. Iz Jezera vodi ena od poti na hrib Sveta Ana, kjer stoji istoimenska cerkev. 
Sredi naselja je urejeno avtobusno obračališče mestne avtobusne linije št. 19B, ki obratuje preko Črne vasi do centra Ljubljane.